# Cynomoriaceae
Classification APWebsite
Classification APG III (2009)
Famille
La petite famille des Cynomoriacées regroupe des plantes dicotylédones. Elle ne comprend que deux espèces du genre Cynomorium (en).

## Dénomination

### Étymologie
Le nom vient du genre type Cynomorium, composé des mots grecs κυνός / kynos, chien, et μοριων / morion, pénis, littéralement « pénis de chien » en raison de la forme de ses inflorescences.
Le genre Cynomorium est souvent confondu avec le genre Orobanche (Orobanchaceae) probablement du fait du caractère parasitaire des deux plantes.

### Noms vernaculaires
La plante est appelée « champignon maltais trompeur » ou « champignon maltais », mais aussi « pouce du désert », « pouce rouge », « tarthuth » (arabe, berbère) et « suoyang » (chinois).

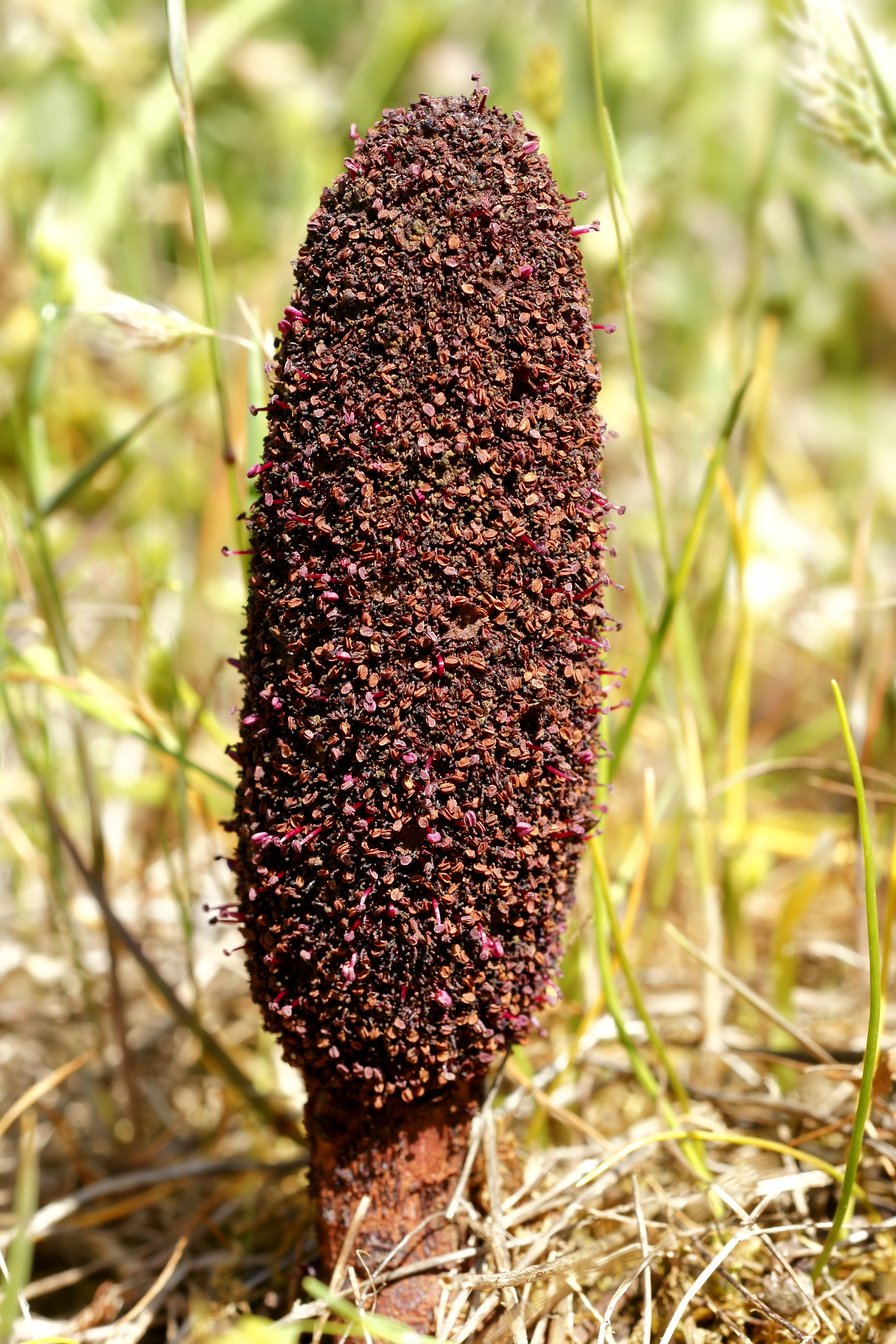
Cynomorium coccineum

## Classification
La classification phylogénétique APG II (2003) en fait une famille de position incertaine.
Mais un travail de recherche phylogénétique de 2005 semble assez convaincant et l'Angiosperm Phylogeny Website [27 fév 2009] assigne cette famille à l'ordre des Saxifragales, plutôt que dans les Balanophorales comme auparavant.
La classification phylogénétique APG III (2009) lui conserve sa position incertaine.
La classification phylogénétique APG IV (2016) place cette famille dans l'ordre des Saxifragales.

## Galerie

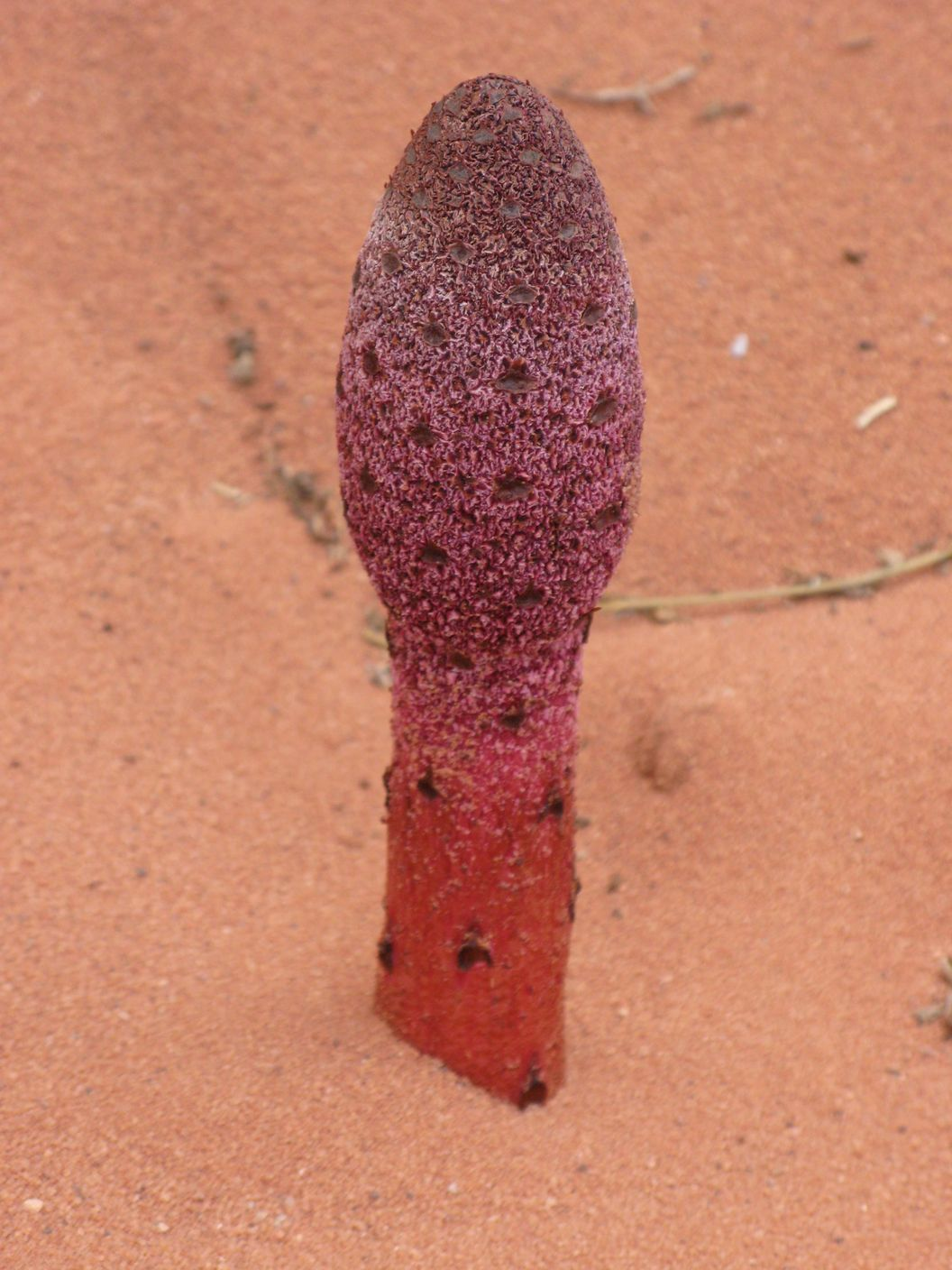
Cynomorium coccineum, exemplaire jeune dans le désert (Jordanie)
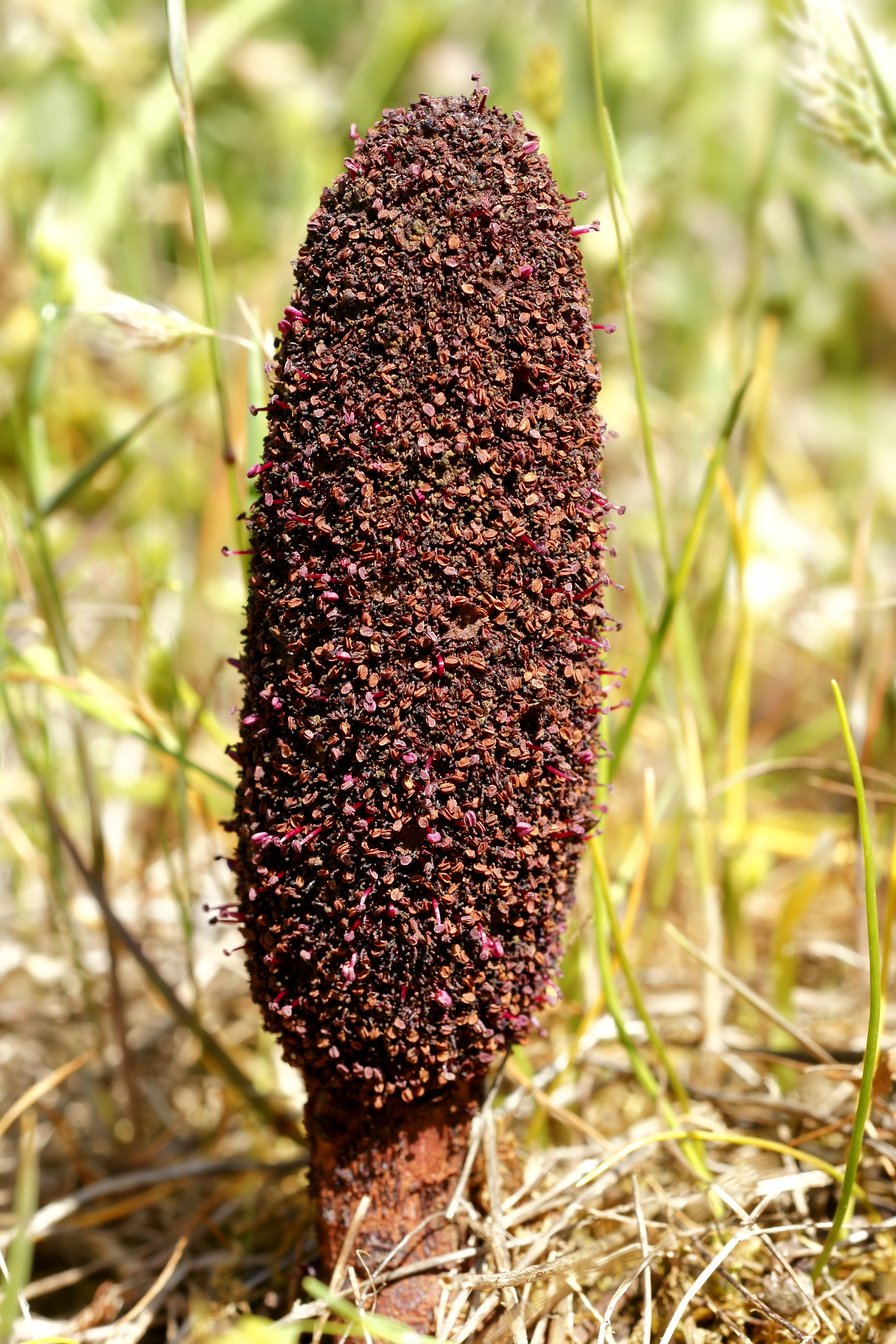
Cynomorium coccineum, exemplaire adulte
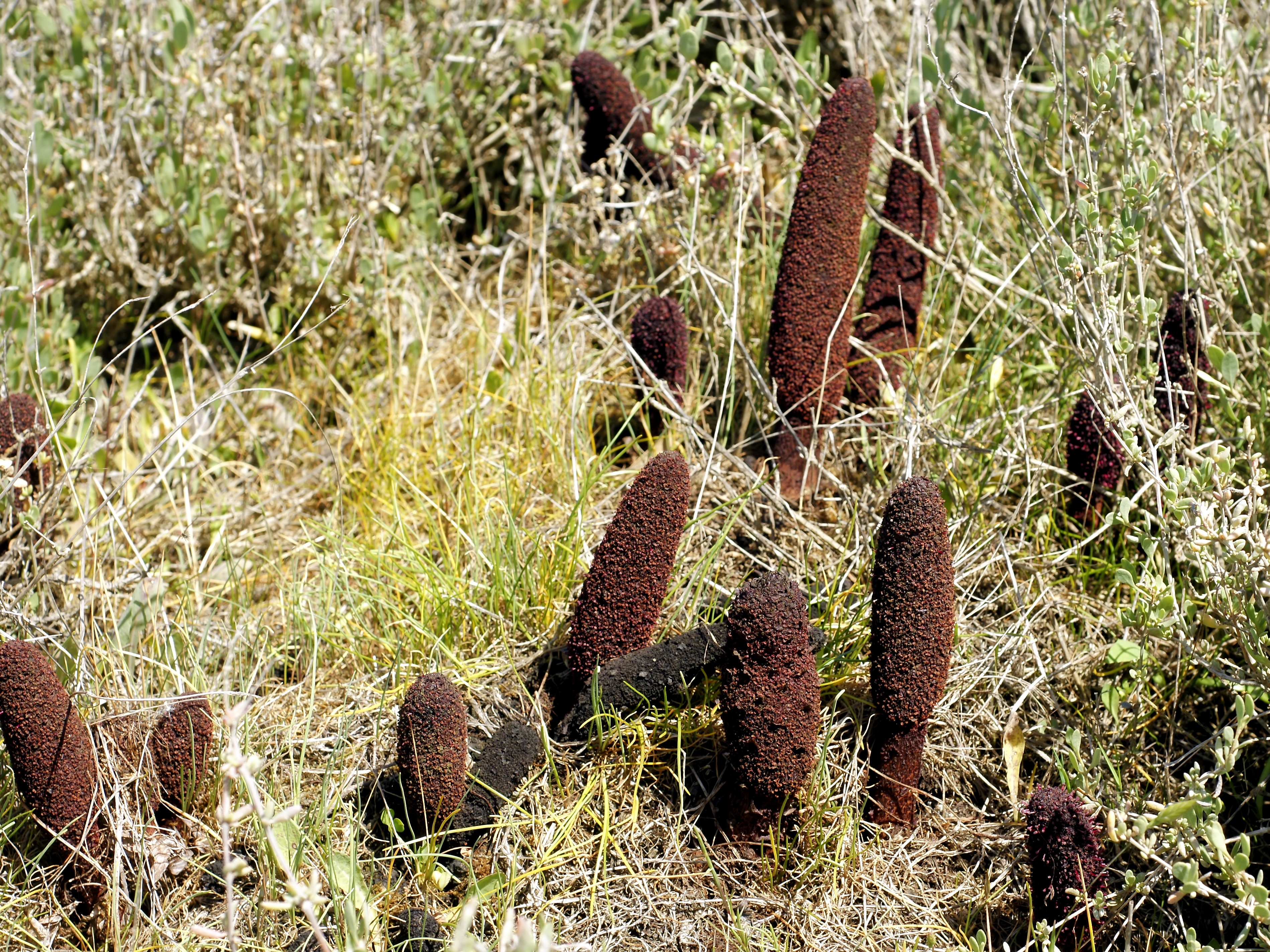
Cynomorium coccineum in situ (Sardaigne)

## Liste des genres
Selon World Checklist of Selected Plant Families (WCSP) (8 Jul 2010), Angiosperm Phylogeny Website (8 Jul 2010), NCBI (8 Jul 2010) et DELTA Angio (8 Jul 2010) :
- Cynomorium (en) L. (1753)

## Liste des espèces
Selon World Checklist of Selected Plant Families (WCSP) (8 Jul 2010) :
- genre Cynomorium L. (1753)
  - Cynomorium coccineum L. (1753)

Selon NCBI (8 Jul 2010) :
- genre Cynomorium
  - Cynomorium coccineum
  - Cynomorium songaricum